# Morton Gurtin
Morton Edward Gurtin (Jersey City, 7 de março de 1934) é um engenheiro mecânico que se tornou matemático e, de facto, um físico matemático.

## Prêmios e distinções
- National Defense Fellow (1959-61), Brown University
- Guggenheim Fellow e Senior Fulbright-Hays Research Fellow (1974), Universidade de Pisa, Itália
- Honorary Fellow (1981-1982) da Universidade de Wisconsin-Madison. Mathematics Research Center, Madison
- Ordway Professor (1990), Universidade de Minnesota, Minneapolis
- Medalha Timoshenko, em 2004
- Cataldo e Angiola Agostinelli Prize (prêmio anual de matemática pura e aplicada e de física matemática), Accademia Nazionale dei Lincei, Itália (2001)
- Mellon College of Science's Richard A. Moore Award for Lifetime Education Contributions, Carnegie Mellon University (1999)
- Dottore Honoris Causa, Civil Engineering, Universidade de Roma
- Distinguished Graduate School Alumnus Award, Universidade Brown

## Publicações selecionadas

### Fundamentos da termodinâmica do contínuo
- Geometric Measure Theory and the Axioms of Continuum Thermodynamics, Archive for Rational Mechanics and Analysis, 1985 (with W. Williams and W. Ziemer)
- Thermodynamics and Stability, Archive for Rational Mechanics and Analysis 59, 1975
- An Axiomatic Foundation for Continuum Thermodynamics, Archive for Rational Mechanics and Analysis 26, 1967 (with W. Williams)

### Livros e artigos enciclopédicos
- Configurational Forces as Basic Concepts in Continuum Physics, SpringerVerlag (2000)
- Thermomechanics of Evolving Phase Boundaries in the Plane, Oxford University Press (1993)
- An Introduction to Continuum Mechanics, Academic Press (1982)
- Topics in Finite Elasticity, Society for Industrial and Applied Mathematics (1981)
- The Linear Theory of Elasticity, Handbuch der Physik,Vol. VIa/2, SpringerVerlag (1972)
- Wave Propagation in Dissipative Materials (with B.D. Coleman, I. Herrera, and C. Truesdell), Springer-Verlag (1965)

### Artigos selecionados
- A gradient theory of single crystal viscoplasticity that accounts for geometrically necessary dislocations, Journal of the Mechanics and Physics of Solids, 50, 5-32 (2002)
- On the characterization of geometrically necessary dislocations in finite plasticity (with P. Cermelli) Journal of the Mechanics and Physics of Solids, 49, 1539–1568 (2001)
- On the plasticity of single crystals: free energy, microforces, plastic-strain gradients, Journal of the Mechanics and Physics of Solids, 48, 898–1036 (2000)
- Configurational forces and a constitutive theory for crack propagation that allows for curving and kinking (with P. Podio- Guidugli), Journal of the Mechanics and Physics of Solids, 46, 1343–1378 (1998)
- Dynamical theories of electromagnetism and superconductivity based on gauge invariance and energy, Archive for Rational Mechanics and Analysis, 137, 49–97 (1997)
- Generalized Ginzburg-Landau and Cahn-Hilliard equations based on a microforce balance, Physica D 92, 178–192 (1996)
- On the nature of configurational forces, Archive for Rational Mechanics and Analysis 131, 67–100 (1995)
- The dynamics of solid-solid phase transitions. 1. Coherent interfaces, Archive for Rational Mechanics and Analysis 123, 305–335 (1993). Addendum: Archive for Rational Mechanics and Analysis 126, 387-394 (1994)
- The continuum mechanics of coherent two-phase elastic solids with mass transport (with P. W. Voorhees) Proceedings of the Royal Society of London A440, 323–343 (1993)
- On the two-phase Stefan problem with interfacial energy and entropy. Archive for Rational Mechanics and Analysis 96, 199–241 (1986)
- Nonlinear age-dependent population dynamics (with R.C. MacCamy), Archive for Rational Mechanics and Analysis 54, 281–300 (1974)
- An axiomatic foundation for continuum thermodynamics (with Williams), Archive for Rational Mechanics and Analysis  1963